# Сборная Афганистана по мини-футболу
Сборная Афганистана по мини-футболу — представляет Афганистан на международных матчах и соревнованиях по мини-футболу (и футзалу). Контролируется Федерацией футбола Афганистана. Член ФИФА и АФК. По состоянию на 14 сентября 2016 года, сборная Афганистана занимает 109-е место из 158 стран в мировом рейтинге сборных по мини-футболу.

## Участия в турнирах

### Чемпионат мира по мини-футболу
- 1989 — Не участвовала даже в квалификации
- 1992 — Не участвовала даже в квалификации
- 1996 — Не участвовала даже в квалификации
- 2000 — Не участвовала даже в квалификации
- 2004 — Не участвовала даже в квалификации
- 2008 — Не участвовала даже в квалификации
- 2012 — Не участвовала даже в квалификации
- 2016 — Не смогла пройти квалификацию

### Чемпионат Азии по мини-футболу
- 1999 — Не участвовала даже в квалификации
- 2000 — Не участвовала даже в квалификации
- 2001 — Не участвовала даже в квалификации
- 2002 — Не участвовала даже в квалификации
- 2003 — Не участвовала даже в квалификации
- 2004 — Не участвовала даже в квалификации
- 2005 — Не участвовала даже в квалификации
- 2006 — Не участвовала даже в квалификации
- 2007 — Не участвовала даже в квалификации
- 2008 — Не участвовала даже в квалификации
- 2010 — Не смогла пройти квалификацию
- 2012 — Не участвовала даже в квалификации
- 2014 — Не участвовала даже в квалификации
- 2016 — Не смогла пройти квалификацию